# Julius Eggeling

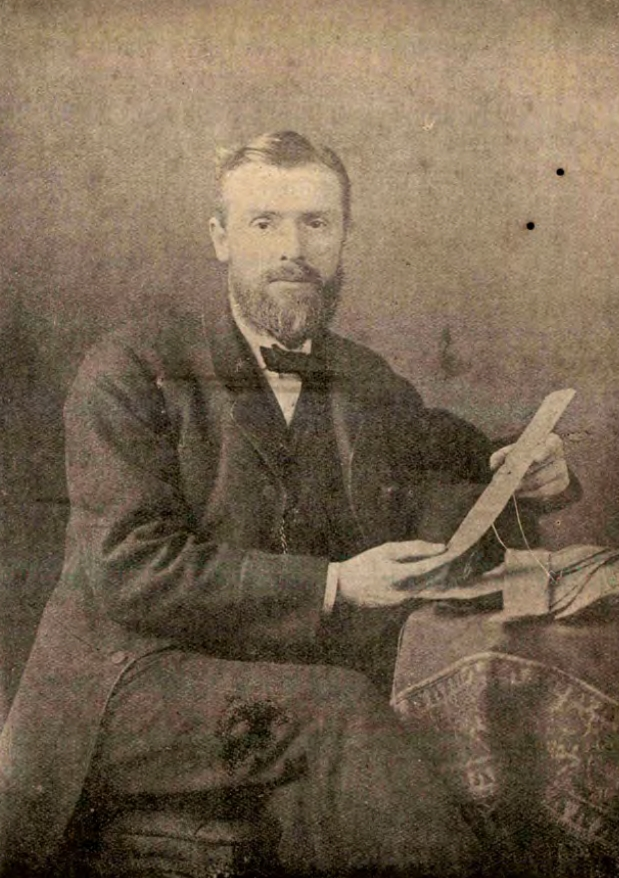
Julius Eggeling in The Modern Review. Volume 2. 1907

Hans Julius Eggeling (* 12. Juli 1842 in Hecklingen; † 13. März 1918 in Witten) war ein deutscher Indologe und Hochschullehrer.

## Leben
Eggeling wurde als Sohn des Hecklinger Gutsbesitzers Sebastian Eggeling und dessen Ehefrau Margarethe geb. Homann in Hecklingen geboren. Von 1862 bis 1866 studierte Eggeling in Breslau  und Berlin indische Philologie und ging 1867 nach London, um in den dortigen Bibliotheken indische Handschriften zu untersuchen. Dort warb ihn Friedrich Max Müller in der Nachfolge von Hermann Brunnhofer als Assistenten an. 1869 veröffentlichte Eggeling einen Index zu Max Müllers Ausgabe des Prātiśākhya (1869). Im gleichen Jahr nahm er seine Arbeit als Sekretär und Bibliothekar bei der Royal Asiatic Society in London auf und lehrte zusätzlich von 1872 bis 75 am University College London Sanskrit. Eggeling prüfte den Index zu Müllers Rigveda, der dann dem Werk ab 1872–1874 beigelegt wurde. 1874–78 schrieb Eggeling seine erste eigene Arbeit, The Kātantra with the Commentary of Durgasiṃha with Notes and Indexes, einer Grammatik der indischen Sprache.
1875 wurde Eggeling in der Nachfolge von Theodor Aufrecht zum Regius Professor of Sanskrit and Comparativ Philology an die University of Edinburgh berufen. In Edinburgh fertigte Eggeling mit der Übersetzung des Śatapatha-Brāhmana die erste englischsprachige Niederschrift dieses Werkes an, wobei es ihm im Rückblick am Verständnis des Textes mangelte, was in der damaligen Zeit aber verständlich war.
Eggeling blieb in Edinburgh bis ihn der Anfang des Ersten Weltkriegs aus England vertrieb, da er trotz des jahrzehntelangen Aufenthalts nie die Staatsangehörigkeit angenommen hatte. Anscheinend rechnete niemand mit seiner Rückkehr, denn schon 1914 wurde mit Arthur Berriedale Keith sein ehemaliger Schüler  Nachfolger auf dem Lehrstuhl. Eggeling ließ sich in Witten nieder, wo er weiterhin lehrte und 1918 verstarb.

## Bibliografie
- Beiträge von Eggeling zur Encyclopaedia Britannica, 1911 ed.; Online
- Katalog der Sanskrit-Schriften im Archiv (Online)
- 1874: The Katandra with the Commentary of Durgashima (Online)